# 尾高幸五郎
尾高 幸五郎（おだか こうごろう、1843年10月13日（天保14年9月20日） - 1925年）は、日本の実業家。族籍は埼玉県平民。

## 人物
武蔵国榛沢郡下手計村（現・埼玉県深谷市下手計）出身。尾高幸五郎（先代）の長男。十勝開墾合資会社代表社員、東京貯蓄銀行、磐城炭鉱、日新護謨、魚介養殖、渋澤倉庫、日本畜産、浅野セメント各監査役などをつとめる。住所は東京下谷中根岸町。

## 家族・親族
尾高家
- 妻・くに（? - 1906年、尾高惇忠の妹）
- 養子・次郎（1866年 - 1920年、尾高惇忠の次男）
- 養子・コト（1873年 - 1905年、尾高惇忠の七女、尾高勝五郎（惇忠の長男）の死跡を相続）